# Памятник «Никто не забыт, ничто не забыто» (Улахан-Мунгку)
Памятник «Никто не забыт, ничто не забыто» — памятник в селе Улахан-Мунгку, посвящённый участникам Великой Отечественной войны. Является объектом культурного наследия местного (муниципального) значения..

## Общее описание
Расположен по адресу: Республика Саха (Якутия), Олёкминский улус (район), Улахан-Мунгкунский наслег, с. Улахан-Мунгку, ул. Центральная, 15а. Был открыт в 1986 году.
Памятник состоит из:
- Железобетонная стела;
- Памятные таблицы;
- Макетный орден Великой Отечественной войны;
- Железобетонный обелиск;
- Чугунный колокол;
- Бетонный фундамент[1].

## Фото
- Яндекс фото Архивная копия от 6 сентября 2021 на Wayback Machine